# Liste der Fahnenträger der malischen Mannschaften bei Olympischen Spielen
Die Liste der Fahnenträger der malischen Mannschaften bei Olympischen Spielen listet chronologisch alle Fahnenträger malischer Mannschaften bei den Eröffnungs- (EF) und Abschlussfeiern (AF) Olympischer Spiele auf.

## Liste der Fahnenträger
| Mannschaft             | Veranstaltung | Fahnenträger (EF)       | Fahnenträger (AF)    |
| ---------------------- | ------------- | ----------------------- | -------------------- |
| 1964 in Tokio          | Sommerspiele  |                         |                      |
| 1968 in Mexiko-Stadt   | Sommerspiele  |                         |                      |
| 1972 in München        | Sommerspiele  | Namakoro Niaré          |                      |
| 1980 in Moskau         | Sommerspiele  |                         |                      |
| 1984 in Los Angeles    | Sommerspiele  | (O) Karamoke Kory Konte |                      |
| 1988 in Seoul          | Sommerspiele  | Mamadou Keita           |                      |
| 1992 in Barcelona      | Sommerspiele  |                         |                      |
| 1996 in Atlanta        | Sommerspiele  | (O) Monique Ross        |                      |
| 2000 in Sydney         | Sommerspiele  | Brahima Guindo          |                      |
| 2004 in Athen          | Sommerspiele  | Kadiatou Camara         | (O) Oumarou Tamboura |
| 2008 in Peking         | Sommerspiele  | Daba Modibo Keïta       | Daba Modibo Keïta    |
| 2012 in London         | Sommerspiele  | Rahmatou Dramé          | Rahmatou Dramé       |
| 2016 in Rio de Janeiro | Sommerspiele  | Djénébou Danté          | Ismaël Coulibaly     |
| 2020 in Tokio          | Sommerspiele  | Seydou Fofana           | Volunteer            |
| 2024 in Paris          | Sommerspiele  | Marine Camara           | Marine Camara        |
| 2024 in Paris          | Sommerspiele  | Alexien Kouma           | Alexien Kouma        |

Anmerkung: (EF) = Eröffnungsfeier, (AF) = Abschlussfeier

## Statistik
| Rang    | Sportart       | EF | AF | ∑  |
| ------- | -------------- | -- | -- | -- |
| 1       | Leichtathletik | 4  | 1  | 5  |
| 2       | Taekwondo      | 2  | 2  | 4  |
| 2       | Offizieller    | 2  | 1  | 3  |
| 4       | Boxen          | 1  | 1  | 2  |
| 4       | Judo           | 2  | 0  | 2  |
| 4       | Schwimmen      | 1  | 1  | 2  |
| 7       | Volunteer      | 0  | 1  | 1  |
| Gesamt: | Gesamt:        | 12 | 7  | 19 |

| Rang                   | Sportart | EF | AF | ∑ |
| ---------------------- | -------- | -- | -- | - |
| bisher keine Teilnahme |          |    |    |   |
| Gesamt:                | Gesamt:  | 0  | 0  | 0 |

| Rang    | Sportart       | EF | AF | ∑  |
| ------- | -------------- | -- | -- | -- |
| 1       | Leichtathletik | 4  | 1  | 5  |
| 2       | Taekwondo      | 2  | 2  | 4  |
| 2       | Offizieller    | 2  | 1  | 3  |
| 4       | Boxen          | 1  | 1  | 2  |
| 4       | Judo           | 2  | 0  | 2  |
| 4       | Schwimmen      | 1  | 1  | 2  |
| 7       | Volunteer      | 0  | 1  | 1  |
| Gesamt: | Gesamt:        | 12 | 7  | 19 |